# 馮徳麟
馮 徳麟（ふう とくりん）は清末民初の軍人。北京政府奉天派に属した。原名は玉麟。字は麟閣、閣臣。

## 事跡
若い頃は民軍ないしは馬賊の首領で、張作霖よりも先輩格にあたった。1900年（光緒26年）、ロシア軍が東北に侵攻してくると、馮徳麟はこれと戦ったが、一時ロシア軍に捕らえられた。そしてシベリアの監獄に収監されそうになったが、辛うじて脱出している。
1902年（光緒28年）、馮徳麟は金寿山が組織した満洲義勇軍に参加した。1904年（光緒30年）には、日本が募集した「東亜忠義軍」に参加し、日露戦争の遼陽会戦（首山戦役）でロシア軍を相手に軍功をあげた。戦後、清の正規軍に加わり、趙爾巽配下となる。しばらく後に奉天巡防営左路統領に昇進した。
中華民国成立後、馮徳麟は第28師師長に任命され、陸軍中将の位を授与された。これにより、扎北鎮に駐屯したが、次第に勢力を拡大する第27師師長の張作霖に対して警戒感を抱くようになる。ただ、奉天将軍となった段芝貴相手には、馮・張は協力して対抗し、1916年（民国5年）に段を将軍から追い落とした。しかし、これにより奉天の権力を掌握した張に対して馮は更なる反感を抱き、次第に本格的な対立へと進んでいく。
1917年（民国6年）、馮徳麟は張勲復辟に呼応して反張作霖の兵を挙げた。しかし失敗に終わり、一時、天津で収監された。同年10月、張の寛大な処置により三陵督統、東三省巡閲使署軍事顧問に任ぜられている。しかし、第28師に対する馮の軍指揮権は失われ、これ以降、もはや軍事・政治の舞台では大きな力を持てなかった。
1920年（民国9年）10月、盛京副都統兼金州副都統に任命された。1924年（民国13年）、引退し、以後は遼西北鎮に寓居した。
1926年（民国15年）8月11日、死去。享年60。

## 注
1. ↑  徐友春主編『民国人物大辞典 増訂版』によると、玉琪。